# Sports Reference

Logo de Sports Reference.

Sports Reference, LLC est une société américaine administrant des sites web compilant des résultats et des données sportifs, particulièrement sur le baseball (Baseball-Reference), le football américain (Pro-Football-Reference (en)), le basket-ball (Basket-Ball-Reference) et le hockey sur glace (Hockey-Reference).

## Bases de données
Les données portant sur les résultats de la National Football League s'étendent de 1941 à nos jours, et celles sur la Ligue majeure de baseball comptent plus de 100 000 entrées.
Le premier site du groupe, lancé en avril 2000, est Baseball-Reference. Sports Reference a formellement été fondé en 2004, avant de devenir Sports Reference, LCC en 2007.
Il existe également des sections sur le football américain universitaire aux États-Unis et sur le basket-ball universitaire aux États-Unis.

### Jeux olympiques
Avant fin 2016, Sports Reference propose également des données sur les sports olympiques.
Depuis mai 2020, les données sur les Jeux olympiques ont été transférées sur un nouveau site internet nommé Olympedia.